# Bradfield Heath
Bradfield Heath – wieś w Anglii, w hrabstwie Essex. Leży 47 km na północny wschód od miasta Chelmsford i 96 km na północny wschód od Londynu. W 2015 miejscowość liczyła 700 mieszkańców.